# Carcere di Sant'Andrea
Il carcere di Sant'Andrea è stato un antico carcere giudiziario di Genova, attivo per quasi tutto l'Ottocento, prima che venisse edificato nel 1902 il carcere di Marassi. Ha ospitato detenuti comuni e detenuti politici e vi fu rinchiuso anche il patriota e giornalista garibaldino Alberto Mario.
Era situato al Piano di Sant'Andrea, sulla collina (poi sbancata per far posto al Palazzo della Nuova Borsa) tra la piazza San Domenico (attuali Piazza De Ferrari - Largo Pertini) e le torri di Porta Soprana, dove era stata issata una forca.
Fu edificato sull'area di un monastero delle monache Benedettine di Sant'Andrea, risalente al XII secolo, che nel 1798, a seguito della legge sulla soppressione dei monasteri emanata dalla Repubblica Ligure, fu espropriato e affidato agli Scolopi.
Nel 1810 il governo napoleonico decise di adibirlo a carcere cittadino al posto delle ormai insufficienti prigioni del Palazzetto Criminale e della Torre grimaldina (in cui fu rinchiuso Jacopo Ruffini) posta a fianco del Palazzo Ducale, un tempo sede dei Dogi della Repubblica.
Il carcere di Sant'Andrea è citato nel romanzo di Remigio Zena La bocca del lupo, da cui è stata tratta una riduzione teatrale con Lina Volonghi. In esso, la protagonista - Bricicca - andava «in villeggiatura»" ogni volta «che le scoprivano il banchetto del lotto clandestino». È la stessa Bricicca che, «in coscienza, e se non avesse vergogna, rimpiangerebbe il tempo che passò in Sant'Andrea; vedeva il sole a quadretti, ma almeno mangiare, mangiava».